# いて座ベータ1星
いて座β1星 (β1 Sgr) は、いて座の恒星で4等星。

## 概要
いて座β2星とは見かけの二重星の関係だが、この恒星自体はB型主系列星で4等星の主星AとF型主系列星で7等星の伴星Bからなる連星である。

## 名称
固有名はアルカブ・プリオル (Arkab Prior)。これは、アラビア語で「射手のアキレス腱」を意味する ʿurqūb al-rāmī に由来するArkab と ラテン語で「前の」を意味する prior の合成語である。2016年10月5日に国際天文学連合の恒星の命名に関するワーキンググループ (Working Group on Star Names, WGSN) は、Arkab Prior をいて座β1星の固有名として正式に承認した。